# Antigene leucocitario umano
Il sistema dell'antigene leucocitario umano (HLA: Human Leukocyte Antigen) è il locus dei geni che codificano le proteine sulla superficie delle cellule che sono responsabili per la regolazione del sistema immunitario nell'uomo. I geni HLA sono le versioni umane dei geni del complesso maggiore di istocompatibilità (MHC) che si trovano nella maggior parte dei vertebrati, e sono i più studiati tra i geni MHC. Questo gruppo di geni risiede nel cromosoma 6 (eccezione fatta per il gene della β2-microglobulina che si trova nel cromosoma 15), codifica le proteine che presentano l'antigene sulla superficie cellulare e ha molte altre funzioni.

Regione HLA del cromosoma 6

Le proteine codificate da certi geni vengono chiamate anche antigeni, come risultato della loro scoperta storica come fattori nei trapianti di organi.
I principali HLA sono elementi essenziali per la funzione immunitaria. Classi diverse hanno funzioni diverse:
- HLA/MHC di classe I (A, B, e C) presentano peptidi presenti all'interno della cellula. Ad esempio, se la cellula viene infettata da un virus, il sistema HLA porta frammenti del virus sulla superficie della cellula in modo che la cellula possa essere distrutta dal sistema immunitario. Questi peptidi sono prodotti da proteine digerite che sono decomposte nei proteasomi. In generale, questi peptidi sono piccoli polimeri particolari, lunghi circa 9 amminoacidi. Gli antigeni esterni presentati da MHC-I attirano cellule T CD8 positive (linfociti T citotossici) che distruggono le cellule target.
- HLA/MHC di classe II (DP, DM, DOA, DOB, DQ e DR) presentano antigeni dall'esterno della cellula ai linfociti T. Questi antigeni particolari stimolano la moltiplicazione di cellule T-helper, che a loro volta inducono i linfociti B a produrre anticorpi contro questo antigene specifico. Gli autoantigeni sono soppressi dalle cellule T regolatorie.
- HLA/MHC di classe III codificano i componenti del sistema del complemento.

Gli HLA hanno anche altri ruoli. Essi sono importanti nella difesa contro le malattie e sono la principale causa di rigetto nei trapianti di organi. Possono proteggere o non riuscire a proteggere (se sottoregolati da un'infezione) dai tumori.
Le mutazioni in HLA possono essere collegate alle malattie autoimmuni (ad esempio il diabete di tipo I e la celiachia).
Gli HLA possono anche essere collegati nell'uomo alla percezione dell'odore di altre persone, e possono essere coinvolti nella scelta del partner, come almeno uno studio ha dimostrato trovando un tasso di somiglianza HLA inferiore al previsto tra i coniugi all'interno di una comunità isolata.
A parte i geni che codificano le 6 proteine principali che presentano l'antigene, ci sono un gran numero di altri geni, dei quali molti coinvolti nella funzione immunitaria, situati nel complesso HLA. 
La diversità di HLA nella popolazione umana è un aspetto della difesa contro le malattie, e, di conseguenza, la possibilità per due individui non imparentati di avere molecole HLA identiche su tutti i loci è molto bassa.
I geni HLA sono stati storicamente identificati come un presupposto della capacità di trapiantare organi con successo tra individui con alto tasso di somiglianza HLA.